# Parafia św. Andrzeja Apostoła w Szaflarach
Parafia św. Andrzeja Apostoła w Szaflarach – rzymskokatolicka parafia należąca do dekanatu Biały Dunajec archidiecezji krakowskiej. 

## Stowarzyszenia i grupy religijne działające przy parafii
- Koło Żywego Różańca
- Służba Liturgiczna
- Eucharystyczny Ruch Młodych
- Schola dziecięca
- Chór parafialny
- Wspólnota św. Józefa
- Grupa Młodzieżowa
- Szkolne Koło Caritas